# Order „Za zasługi morskie”
Order „Za zasługi morskie” (ros. Орден „За морские заслуги”) – odznaczenie państwowe dla obywateli Federacji Rosyjskiej i innych państw.
Jednoklasowy order został ustanowiony 27 lutego 2002 Dekretem Prezydenta Federacji Rosyjskiej Władimira Putina jako nagroda za różne zasługi związane z morzem.
Odznaką orderu jest srebrny krzyż z promienistymi ramionami o szerokości i wysokości 40 mm, ramiona są ze sobą połączone w sposób dający wrażenie pionowego rombu lub kwadratu z zaokrąglonymi rogami. Na złączeniu ramion położone są dwie skrzyżowane srebrne kotwice, a na nich medalion środkowy ze srebrnym dwugłowym orłem rosyjskim z tarczą św. Jerzego na piersi, otoczonego niebieską obwódką ze srebrnym napisem ”ЗA МОРСКИЕ ЗACЛYГИ” w górnej części i z wieńcem laurowym w dolnej części.
Order noszony jest na pięciokątnej rosyjskiej blaszce opiętej na krzyż białą wstążką z trzema niebieskimi wąskimi paskami w środku.